# Kerkhof van Thivencelle
Het Kerkhof van Thivencelle is een gemeentelijke begraafplaats in de Franse gemeente Thivencelle in het Noorderdepartement. Het kerkhof ligt achter de kerk (Église Notre-Dame de l'Assomption) in het zuiden van de gemeente. Ze heeft een onregelmatige vorm en wordt deels omsloten door een bakstenen muur en een wand met betonnen platen. Voor de kerk staat een monument voor de militaire en burgerlijke slachtoffers uit beide wereldoorlogen. 

## Britse oorlogsgraven
Op het kerkhof liggen twee graven van Britse gesneuvelde militairen uit de Eerste Wereldoorlog. De graven zijn van luitenant William George Lacey en onderluitenant James Godfrey Symons, beide leden van de Royal Air Force. Zij sneuvelden op 4 november 1918. Hun graven worden onderhouden door de Commonwealth War Graves Commission waar ze geregistreerd staan onder Thivencelle Churchyard.